# Museo de Antropología Médica, Forense, Paleopatología y Criminalística Profesor Reverte Coma
El Museo de Antropología Médica, Forense, Paleopatología y Criminalística "Profesor Reverte Coma" en Madrid, España es parte de uno de los importantes museos de la Complutense. Fue inaugurado en 2009 y está enfocado en la investigación y la docencia. Su función consiste en explicar el significado de las fuentes, el método y los objetivos de la ciencia antropológica. 
Las personas encargadas de la gestión del museo es la Sección de Museos y Patrimonio del Vicerrectorado de Extensión Universitaria de la Universidad Complutense. 

## Historia
El Museo de Antropología Médica, Forense, Paleopatología y Criminalística “Profesor Reverte Coma” está unido a la Escuela de Medicina Legal de la Facultad de Medicina de la Universidad Complutense. La historia de este museo se fortaleció con piezas provenientes de casos judiciales resueltos, el material fue enviado por los arqueólogos de diferentes localidades de la península ibérica. 
El material tenía un enorme valor histórico y didáctico y el Doctor José Manuel Reverte Coma creó un Museo donde se pudieran encontrar todos estos objetos y que ayudarán al aprendizaje de medicina o a todos aquellos interesados en el tema. 
La colección crece y es necesario realizar una ampliación de las instalaciones que se desarrollará en los primeros años de la década de 1990 generando tres salas más siendo un total de cinco. 
En 1996, el Museo es abierto al público durante un día a la semana hasta llegar al año 1997 que siguió creciendo obtenido una colección de 2000 cráneos. 
En el 1999, se entregan piezas enviadas del Museo Penitenciario de la Prisión de Carabanchel. 
En el año 2004, el profesor José Manuel Reverte Coma renuncia a su puesto en el museo y es nombrado Director el Profesor José Antonio Sánchez Sánchez, que en 2005 sugiere un reacondicionamiento del museo. 
En el año 2007, se introdujo una sala expositiva más dando lugar a la Sala Cuarta de la exposición permanente la cual ha sido destinada para exponer la colección de momias históricas.

## Descripción de los fondos
El museo se compone de 1500 piezas y una colección de 800 cráneos. Los fondos más destacados son: Historia de la Investigación, Odontología Forense, Criminalística, Antropología Forense, Evolución Forense, Evolución Antropología, Paleopatología, Antropología Cultural, Etnobotánica y Momificaciones Históricas. Las piezas restantes se encuentran guardadas hasta la construcción de otra sala o ampliar las otras.

## Organización
Sala 1: se divide en 4 secciones Historia de la Investigación, Odontología, Criminalística y Antropología Forense. 
Sala 2: tiene una sección que se basa en la Antropología Evolutiva.
Sala 3: se divide en 3 secciones Paleopatología, Antropología Cultural y Etnomedicina. En la primera, se recogen restos óseos antiguos, en el segundo se encuentra una transmutación del cuerpo humano en diversas localizaciones y épocas; y en la tercera aparecen medicamentos caseros o mágicos. 
Sala 4: destinada a las momificaciones históricas donde aparecen un grupo de momias egipcias y andinas.